# Свистун, Филипп Иванович
Фили́пп Ива́нович Свисту́н (1844—1916) — галицко-русский историк, филолог и писатель.

## Биография
Родился в селе Тоболов Каменка-Бугского уезда (Австрийская империя, ныне Львовская область, Украина) в семье крестьянина. Среднее образование получил в гимназии во Львове, затем закончил Львовский университет. Преподавал географию и историю в гимназии в городе Ряшев (ныне Жешув, Польша). После ухода в отставку был директором библиотеки Русского Народного дома во Львове (1902—1914), редактировал его издание «Вестникъ Народного Дома». Был главой Общества имени Михаила Качковского и редактировал его издания.
Основные научные работы Филиппа Свистуна:
- Галицийские Бескиды и лесистые Карпаты (1876, на польском языке);
- Чем есть для нас Шевченко (1885);
- Галицкая Русь в европейской политике (1886);
- Спор о варягах в начале Руси (1887);
- Прикарпатская Русь под владѣнием Австрии (Том I, 1895; Том II, 1896);
- Галицко-русское войско в 1848 году (1899);
- Граф Агенор Голуховский и Галицкая Русь (1901);
- Литвинович и Наумович (1905);
- Въ память 60-лЪтней годовщины вступленія на престолъ Императора Франца Iосифа I.
- Лев Трещаковский (1910).
- Що то есть — украинофильство ? Его исторія и теперешняя характеристика. (1912)

Филипп Свистун написал также повести:
- История одной пятки;
- Кровавые лета;
- Гальшка Острожская.

В 1915 году перед отступлением русских войск из Галиции уехал в Россию, опасаясь репрессий со стороны австрийских властей. Умер в Ростове-на-Дону, который был центром галицко-русских беженцев в России.